# Brachygalea tripunctata
Brachygalea tripunctata är en fjärilsart som beskrevs av Köhler 1952. Brachygalea tripunctata ingår i släktet Brachygalea och familjen nattflyn. Inga underarter finns listade i Catalogue of Life.